# Robin Tunney
Robin Tunney (* 19. června 1972, Chicago, Illinois) je americká filmová a televizní herečka. Proslavila se rolemi v seriálech Mentalista (2008–2015) a Útěk z vězení (2005–2006). Aktuálně hraje v seriálu stanice ABC The Fix.

## Počátky
Rodačka z Chicaga je dcerou prodavače automobilů a barmanky, je sestřenicí předního politika Toma Tunneyho. Je irsko-amerického původu, její otec je imigrant z Irska. Byla vychovávána v římsko-katolické rodině a studovala na Chicagské univerzitě umění.

## Kariéra
Ve svých 19 letech se odstěhovala do Los Angeles a byla obsazena do několika seriálů, ke kterým patří Prváci a Zákon a pořádek nebo do filmů California Man či Na plný pecky.
Následující roky byla také obsazena do filmů, ke kterým patří Konec světa, Vertical limit, Past na rosomáka, Stíny strachu, Runaway nebo Srpen před bouří.
Poslední dobou je obsazována především do televizních seriálů. Vidět jsme jí mohli v seriálech Dr. House (v pilotním dílu), Útěk z vězení nebo především v seriálu Mentalista.

## Osobní život
Často se účastní turnajů v pokeru, kromě charitativních akcí ji můžeme vidět i ve Světové sérii.
Od 4. října 1995 byla vdaná za režiséra a producenta Boba Gosseho, ale po pěti letech se rozešli. Manželé zůstali do roku 2006, kdy se rozvedli. V prosinci 2012 se Robin Tunney zasnoubila s bytovým designérem Nicky Marmetem v Rio de Janeiru. Mají spolu dvě děti, syn Oscar Holly se narodil 23. června 2016 a dcera Colette Kathleen se narodila 8. ledna 2020.

## Filmografie

### Film
| Rok  | Název                                      | Role                     | Poznámky |
| ---- | ------------------------------------------ | ------------------------ | -------- |
| 1992 | California Man                             | Ella                     |          |
| 1995 | Na plný pecky                              | Debra                    |          |
| 1996 | Čarodějky                                  | Sarah Bailey             |          |
| 1996 | Jezdci purpurových stepí                   | Elizabeth 'Bess' Erne    |          |
| 1997 | Podezřelý                                  | Sarah                    |          |
| 1997 | Niagara, Niagara                           | Marcy                    |          |
| 1998 | Montana                                    | Kitty                    |          |
| 1998 | Rescuers: Stories of Courage: Two Families | Melvina 'Malka' Csizmadi |          |
| 1999 | Konec světa                                | Christine York           |          |
| 2000 | Vertical Limit                             | Annie Garrett            |          |
| 2000 | Supernova                                  | Danika Lund              |          |
| 2001 | Tajemství sexu                             | Zoe                      |          |
| 2002 | Tajné životy zubních lékařů                | Laura                    |          |
| 2002 | Past na rosomáka                           | Zoe                      |          |
| 2003 | Abby Singer                                | Samu sebe                | cameo    |
| 2003 | Dokud nás smrt nerozdělí                   | Angela Harris            |          |
| 2004 | Paparazzi                                  | Abby Laramie             |          |
| 2004 | Stíny strachu                              | Wynn French              |          |
| 2005 | Zodiak                                     | Laura Parish             |          |
| 2005 | Runaway                                    | Carly                    |          |
| 2006 | Hollywoodland                              | Leonore Lemmon           |          |
| 2006 | Darwinovy ceny                             | Zoe                      |          |
| 2006 | Nezvaný host                               | Izzy                     |          |
| 2008 | Srpen před bouří                           | Melanie Hanson           |          |
| 2008 | Spálené životy                             | Laura                    |          |
| 2008 | Bratři Kisselovi                           | Nancy Kissel             |          |
| 2009 | Passenger Side                             | Theresa                  |          |
| 2012 | Dívka na útěku                             | Emmie                    |          |
| 2015 | My All American                            | Gloria Steinmark         |          |
| 2018 | Za zracadlem                               | Maggie                   |          |
| 2018 | Monster Party                              | Roxanne Dawson           |          |

### Televize
| Rok       | Název                                   | Role                    | Poznámky                        |
| --------- | --------------------------------------- | ----------------------- | ------------------------------- |
| 1991      | CBS Schoolbreak Special                 | Brooke                  | díl: „But He Loves Me“          |
| 1991      | Life Goes On                            | Mary                    | díl: „Corky's Travels“          |
| 1992      | Perry Mason: The Case of Reckless Romeo | Sandra Turner           | televizní film                  |
| 1993      | JFK: Reckless Youth                     | Kathleen 'Kick' Kennedy | televizní film                  |
| 1993      | Frogs!                                  | Hannah                  | televizní film                  |
| 1993      | Prváci                                  | Linda Miller            | 5 dílů                          |
| 1993      | Cutters                                 | Deborah Hart            | 5 dílů                          |
| 1994      | Právo a pořádek                         | Jill Templeton          | díl: „Mayhem“                   |
| 1998      | Nahé město: Poslední soud               | Merri Coffman           | televizní film                  |
| 2003      | Zóna soumraku                           | Edie Durant             | díl: „Developing“               |
| 2004      | Dr. House                               | Rebecca Adler           | pilotní díl                     |
| 2005–2006 | Útěk z vězení                           | Veronica Donovan        | 23 dílů                         |
| 2008–2015 | Mentalista                              | Teresa Lisbon           | 151 dílů                        |
| 2016      | Love                                    | Waverly                 | díl: „The End of the Beginning“ |
| 2018      | Insatiable                              | Brandylynn Huggens      | díl: „Miss Bareback Buckaroo“   |
| 2019      | The Fix                                 | Maya Travis             | hlavní role                     |

## Ocenění
| Rok  | Ocenění                          | Kategorie | Nominace za      | Výsledek  |
| ---- | -------------------------------- | --- | ---------------- | --------- |
| 1997 | Filmová cena MTV                 | Nejlepší souboj (s Fairuza Balk)                                                                                  | Čarodějky        | vítězství |
| 1997 | Volpi Cup                        | Nejlepší ženský herecký výkon                                                                                     | Niagara, Niagara | vítězství |
| 1999 | Independent Spirit Awards        | Nejlepší ženský herecký výkon                                                                                     | Niagara, Niagara | nominace  |
| 2001 | Blockbuster Entertainment Awards | Nejlepší ženský herecký výkon – akční film                                                                        | Vertical Limit   | nominace  |
| 2006 | Boston Film Festival             | Cena festivalu | Nezvaný host     | vítězství |
| 2009 | People's Choice Awards           | Nejlepší nový seriál (se Simonem Bakerem, Amandou Righetti, Owainem Yeoman a Timeme Kangem)                       | Mentalista       | vítězství |
| 2015 | People's Choice Awards           | Nejlepší krimi/dramatický televizní seriál (se Simonem Bakerem, Amandou Righetti, Owainem Yeoman a Timeme Kangem) | Mentalista       | nominace  |
| 2015 | People's Choice Awards           | Nejlepší krimi/drama televizní herečka                                                                            | Mentalista       | nominace  |